# 桑額 (尚書)
桑額（穆麟德轉寫：sangge；约1630年代—1713年），又桑格、三格，马氏，内务府汉军正白旗人（属内务府正白旗汉姓满洲旗人）。清朝政治人物、官至吏部尚書。

## 生平
康熙年前，擔任内务府郎中兼佐领、滸墅關監督、江寧管理織造；康熙二年（1663）杭州织造（前任有镶黄旗满洲大学士高斌原配妻陈佳氏家族的陈秉正、陈秉伦，载《浙江通志：织造府》）、二十三年至三十一年（1684-1692）总共八年的江宁织造（其前任内务府正白旗汉军曹玺，继任曹寅，据《江南通志：职官志》卷105）。康熙三十一年（1692），升任湖廣巡撫，后調任山東巡撫。康熙三十四年（1695）至四十九年，擔任漕運總督达十五年（继任正黄旗满洲赫壽，期间时河道總督張鵬翮），坐兵部右侍郎、右副都御史銜。四十四年，赐御衣一袭。康熙四十八年（1709），授兵部尚书兼都察院右都御史，封太子太保；次年（1710），擔任吏部尚書。康熙五十二年（1713），卒，赐祭葬。其八旗大臣题名载《钦定八旗通志：各省总督》卷339、《钦定八旗通志：各省巡抚》卷340（但在该志中，桑額被分别错记为汉军镶蓝旗人、汉军正蓝旗人，显然与镶蓝旗汉军提督桑额 (将领)相混）。
康熙帝四十八年十一月十三日特谕，“总督桑格自简任治漕以来，老成持重，谨厚宽平，殚力转输，悉心经画，每岁身亲儹运，俾漕艘依期抵通，十余年间从无稽迟贻误之事。且驭众有法，恤下有恩，所属运官旗丁无不感颂爱戴，真不愧为地方大吏”（载钦定四库全书本《圣祖仁皇帝御制文集：第三集》卷15，张玉书、允禄编）。
据清《皇朝通志：金石略》记载，康熙帝于三十八年（1699）赐漕运总督桑格御临董其昌书《龙虎台赋》、米芾书《清秋赋》（后有桑格的跋）、“激引清风”御匾、御书《渊鉴斋法帖：金刚经》（渊鉴斋位于畅春园内）。

## 家庭
- 属乾隆帝慧贤皇贵妃生母马氏（夫镶黄旗满洲大学士高斌）家族。
- 父馬偏額（又馬偏俄，c.1600s-?），内务府郎中兼佐領，于順治十三年（1656）、順治十五年至十八年、康熙二年至四年（1665）三任苏州织造（载乾隆版《江南通志：职官志》卷105）。据《八旗滿洲氏族通譜》卷74，马氏始祖“馬偏額，正白旗包衣人，世居瀋陽地方，來歸年分無考，原任郎中兼佐領。其子桑格原任吏部尚書，費雅逹原任陝西潼關總兵官，馬二格原任佐領。孫馬維品原任副將，薩齊庫原任郎中兼佐領，馬維翰原任佐領，馬維范原任驍騎校。……元孫永泰現任二等侍衛”。
- 胞弟費雅逹（？-1680），銮仪卫整仪尉，累迁陕西总兵，康熙十九年阵亡，赠左都督、太子少保，赐祭葬，諡忠勇，予骑都尉世职，雍正七年入祀昭忠祠，子马维翰袭世职，《钦定八旗通志：大臣传六十四》卷198有传，世职世袭载《钦定八旗通志：正白旗满洲世职》卷283。
- 子侄马维藩（又馬維范，c.1660s-?），骁骑校。其女马氏，二继稼镶黄旗满洲大学士高斌，他们的女儿高佳氏封乾隆帝之慧贤皇贵妃。